# Vovkivți, Romnî
Vovkivți (în ucraineană Вовківці) este un sat în comuna Pustoviitivka din raionul Romnî, regiunea Sumî, Ucraina.

## Demografie
Componența lingvistică a localității Vovkivți
     Ucraineană (98,17%)
     Rusă (1,83%)
Conform recensământului din 2001, majoritatea populației localității Vovkivți era vorbitoare de ucraineană (98,17%), existând în minoritate și vorbitori de rusă (1,83%).